# Sal·la
Sal·la —esmentat com Sala, Salla o Sanla— (Conflent, ? — 19 de setembre de 1010) fou bisbe d'Urgell des d'abans del 981 fins al 1010.
Sal·la era fill del vescomte de Conflent Isarn, i de Ranlo, i germà de Bernat, vescomte de Conflent. Un altre Sal·la, germà d'Isarn, per tant oncle del bisbe, apareix intervenint en la venda d'un alou al terme d'Aiguatèbia, al comtat de Conflent, al seu germà l'any 963. El Sal·la fill d'Isarn ja era ardiaca quan assistí a l'erecció del monestir de Sant Pere d'Escales el 6 de novembre de 960. Encara no era confirmat bisbe el 2 de novembre del 981, quan rebé una donació en nom del bisbat on és anomenat Salla Praesul, et maior archilevita. Ja ostentava el títol de bisbe quan participà en una permuta de terrenys entre la seu urgellesa i Bradila el 4 dels idus de maig de l'any XXVII de Lotari I de França (981).
El 21 de novembre de 983 a precs dels comtes de Cerdanya Oliba Cabreta i Ermengarda i els seus fills Bernat, Guifré i Oliba i de l'abat Sunifred per a consagrar l'església de Sant Llorenç qui est situs in comitatu Berginatense in valle nuncupata Bucranense. El 3 de juliol del 988 Sal·la participà en una permuta entre terrenys del bisbat amb uns altres que posseïa el Comte Borrell. En aquesta venda el comte amb la seva muller Aimedruds i Raimon fill del comte amb Ledgardis, bescanviaren esglésies i alous, fet amb presència dels bisbes Gotmar III de Girona i de Fruià de Vic. El 991 es reuní un concili a l'Urgell per a excomunicar els habitants dels comtats de Cerdanya i Berga, en els quals alguns homes perversos a l'ombra i sota l'autoritat d'Ermengarda, viuda d'Oliba Cabreta, s'havien apoderat de diverses esglésies i negat al bisbat d'Urgell el cens eclesiàstic degut. Exceptuà d'aquesta excomunió la comtessa i els seus fills, carregant sobre els seus subordinats Arnald i Rodulf. Els bisbes congregats per a l'ocasió foren Vives de Barcelona i Aimeric I de Roda.
Rebé del Papa Silvestre II, que tingué el seu pontificat entre 999 i 1003, una butlla que confirmava possessions i drets i l'emparava sota la protecció apostòlica. Per a obtenir-la viatjà a Roma, com era costum per a obtenir aquest privilegi, acompanyat del comte Ermengol I d'Urgell probablement pels volts de l'any 1001. El juliol de 1002 s'implicà en la recuperació del Castell de Queralt (castrum Keralt), que Sendred Ansulf havia usurpat a l'església. A tal efecte hi hagué un judici a Barcelona davant del Marquès Ramon i els bisbes Aeci de Barcelona i Arnulf d'Ausona, que li demanaren testimonis que provessin la possessió del dit castell, citant-lo a Vic el 2 de juliol. En aquella data a l'església de Santa Maria la Rodona se sentencià a favor de Sal·la, trobant-se presents a més dels bisbes esmentats Ermengaudus de Narbona, Atus Tarantellensis, Amatus Soricensis, Gaucefredus Gerundensis, Sisemundus Olonensis, Guillelmus Nacharicensis, et Ratfredus Clarinensis. El 1006 subscrigué una donació que el Comte de Barcelona Ramon Borrell feu a la Catedral de Barcelona i a l'església de Sant Miquel dins dels murs de la ciutat.
El 1009 concorregué a la Catedral de Barcelona amb altres bisbes per a aprovar la restauració i dotació d'aquella canònica. Aquell any també fou designat un dels marmessors en el testament del comte d'Urgell Ermengol I. Sal·la feu també testament el 1004/1005 nomenant com a marmessor el seu nebot i ardiaca d'Urgell; Sant Ermengol d'Urgell. Morí Sal·la en una data no superior al setembre del 1010 que s'executà el seu testament i no abans de l'agost quan autoritzà l'elecció de Borrell (bisbe de Vic) que substituí Arnulf, mort en l'expedició a Còrdova. Villanueva esmenta que en el Necrologi de Solsona apareix la data del seu òbit del 29 de setembre de 1010.